# Сърджан Керим
Сърджан Асан Керим (на македонска литературна норма: Срѓан Асан Керим) е политик и дипломат от Северна Македония и бивша Югославия, бивш министър на външните работи на Република Македония и председател на Общото събрание на Организацията на обединените нации (18 септември 2007 - 16 септември 2008). Син е на югославския политик Асан Керим.
Той е от турски произход, мюсюлманин, женен с 3 деца. Отлично говори английски, немски, френски и сърбохърватски език.

## Образование и научна работа
Сърджан Керим завършва икономика в Белград през 1971 г., а през 1982 г. става доктор на икономическите науки. Професор (1972 - 1991) в катедра „Международни икономически отношения“ на Белградския университет и хоноруван преподавател в университети в Хамбург и Ню Йорк.
Д-р Керим има публикувани 9 монографии и над 100 научни труда по международната политика и икономика и младежките проблеми в Република Македония и в други страни като Германия, Франция, Гърция, Австрия, Сърбия, Черна гора и Словения.

## Професионален път
Политическата му кариера започва в бивша Югославия. В периода 1976 – 1978 е член на председателството на Младежкия съюз на СФР Югославия и председател на комитета за външна политика. В периода 1986 – 1989 г. е министър на външнотърговските връзки в тогавашната Съюзна република Македония. От 1989 до 1991 е заместник-министър и говорител във федералното министерство на външните работи на СФР Югославия.
За кратко (1992 – 1994) напуска политическата сцена и става вицепрезидент на Копхим Франция (Copechim-France), Париж.
В богатата си дипломатическа кариера е още посланик на Република Македония в Германия от 1994 до 2000, а от 1995 до 2000 е назначен за посланик и в Швейцария и Лихтенщайн. През 2000 г. е специален пратеник на координатора на Пакта за стабилност за Югоизточна Европа. През 2000 д-р Керим е избран за министър на външните работи на Република Македония, като на този пост остава до 2001. От 2001 до 2003 е постоянен представител на Република Македония в ООН в Ню Йорк.
В периода от 2003 до 2006 е председател на Македоно-германската икономическа асоциация, за кратко е председател на съвета на директорите на сръбския вестник „Политика“ в Белград.
На 18 септември 2007 г. започва мандатът му като председател на Общото събрание на ООН, наследил на поста бахрейнската шейха Хая Рашед ал Халифа, който продължава до 16 септември 2008 г.
Мениджър е на „Утрински вестник“.